# Jakub Ulejski
Jakub Ulejski herbu Ostoja (ur. ok. 1741, zm. po 1775) – regimentarz wielkopolski w konfederacji barskiej.

## Życiorys
Pochodził z drobnej szlachty (przed 1768 był dzierżawcą sołectwa). Po upadku Wojciecha Rydzyńskiego podtrzymał działania konfederacji barskiej w Wielkopolsce. 17 lipca 1768 w Januszkowie nieopodal Żnina ogłosił manifest powstańczy, a 4 dni później Rosjanie w odwecie spalili mu majątek, skatowali żonę i zamordowali córkę. 8 sierpnia Rosjanie pobili go pod Nakłem. 5 września w Kole sejmik oddziałów konfederackich wybrał go na regimentarza wojsk wielkopolskich. 17 września niespodziewanym atakiem zdobył Bydgoszcz i Fordon, ale podejmowane następnie próby zawiązania konfederacji na Pomorzu Gdańskim zakończyły się niepowodzeniem. W późniejszym czasie dowodzone przez niego oddziały konfederackie doznały klęski pod Trzemesznem, ale następnie odniosły zwycięstwo pod Kcynią i zdobyły Wieleń, gdzie nastąpiło dozbrojenie i dofinansowanie oddziału. 24 września zaskoczyli go tam Rosjanie i zniszczyli część jego oddziału, ale sam Ulejski zdołał im umknąć. 26 września pod Lwówkiem i 28 września pod Mosiną stoczył kolejne zwycięskie potyczki z Rosjanami. Z uwagi na późniejszy brak wieści o działaniach Ulejskiego uznano go za poległego, w związku z czym na zjeździe w Kaliszu nowym regimentarzem został Ignacy Skarbek-Malczewski. 10 października Ulejski ujawnił się, ale mimo to musiał się podporządkować Malczewskiemu. Traktowano go z rezerwą, więc otrzymał dowództwo nad 300–osobową partią. W późniejszym okresie prowadził działania na pograniczu wielkopolsko–kujawskim, w końcu października zagrażając ponownie Bydgoszczy i Toruniowi. Na początku grudnia na rozkaz Malczewskiego skoncentrował oddział w Łobżenicy, gdzie został pobity i co przerwało na współpracę obu dowódców. Na początku stycznia 1769 zawarł jednak w Izbicy ugodę, w wyniku której Ulejskiemu wyznaczono jako obszar działań północno–zachodnią Wielkopolskę, północne Mazowszu, Kujawy i Prusy Królewskie. W tym czasie odniósł kilka sukcesów (4 stycznia Bydgoszcz, 12 stycznia Służewiec k. Torunia), ale 30 stycznia poniósł dotkliwą klęskę pod Strzelnem. Z kolei przedsięwziął wyprawę na Pomorze i dotarł do Gdańska. 27 marca podczas odwrotu został pod Starogardem zaatakowany przez Rosjan, którzy rozproszyli jego ponad 800–osobową partię. Na przełomie marca i kwietnia 1769 Ulejski rozproszył ostatecznie swój oddział i wyjechał do Lubeki i Hamburga, a następnie Cieszyna i Bielska. Pod koniec 1769 znalazł się w wojskach małopolskich Adama Szaniawskiego i został dowódcą sił zbrojnych ziem sochaczewskiej, wyszogrodzkiej i zakroczymskiej. 23 stycznia 1770 w bitwie pod Dobrą rzucił się do ucieczki, a później podporządkował się Józefowi Zarembie. Nie uzyskawszy naczelnego dowództwa w kraju zrezygnował z dalszej walki i osiadł w swym sołectwie w powiecie kcyńskim. Na początku 1771 został aresztowany przez Rosjan i zesłany na Kamczatkę. W kilka lat po upadku konfederacji powrócił do kraju (zapewne w 1775) i nadal był sołtysem. Nie jest znana data jego śmierci.